# Lasioglossum tribuarium
Lasioglossum tribuarium är en biart som först beskrevs av Rayment 1935.  Lasioglossum tribuarium ingår i släktet smalbin, och familjen vägbin. Inga underarter finns listade i Catalogue of Life.

## Bildgalleri

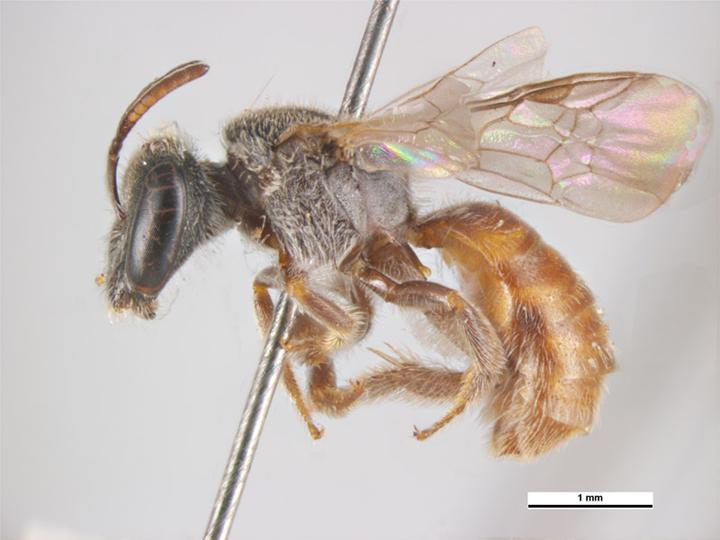
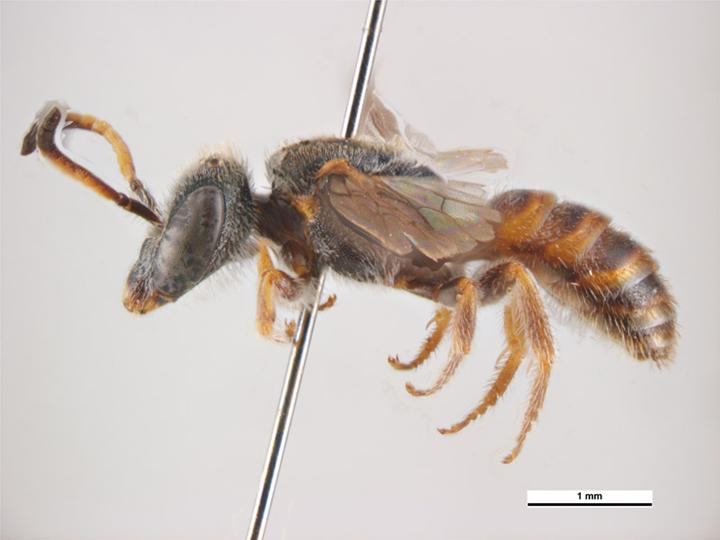